# Il nuovo re
Il nuovo re è il secondo capitolo della saga de La guerra degli elfi scritta e ideata da James Herbert Brennan. In seguito sono stati pubblicati: Il regno in pericolo e Il destino del regno

## Trama
A causa della morte del Monarca Danaus Plexippus, sono già iniziati i preparativi per l'imminente incoronazione del principe ereditario Pyrgus. Intanto, dai regi servizi segreti, giunge voce che una persona della casa reale è in pericolo di vita, ma non si sa chi sia né da parte di chi venga il pericolo.
Henry è stato invitato per assistere all'incoronazione di Pyrgus, ma non trovando più il portale tascabile che gli aveva dato il signor Fogarty, si ritrova a costruirne uno egli stesso. Attivato il portale, lo attraversa, ma si trova in un mondo molto strano. Non avendo messo il biofiltro nel macchinario che apre il portale, è rimpicciolito ed ha le ali. Entra in contatto con il ragno psicotronico di Aurora e si rende conto che è tornato alle dimensioni normali. In seguito viene ritrovato dalla misteriosa regina Quercusia, che lo imprigiona nelle segrete del palazzo.
Nel frattempo, Jasper Bombix viene fatto uscire dalla prigione di Massakr, con un falso mandato d'esecuzione, per tornare a servire Lord Rodilegno. La sua missione è uccidere, sotto le false spoglie di Cossus Rodilegno (e con l'aiuto di un wyrm), il monarca designato Pyrgus Malvae durante l'incoronazione. In seguito però, il defunto Monarca Danaus Plexippus viene resuscitato da un negromante; essendo una pratica illegale, la resurrezione, il monarca viene dato come risvegliato da un coma e, essendo debilitato, rimane sotto le cure di Lord Rodilegno, che lo usa come manichino per fare editti.
Frattanto, Silas Sulfureo si sposa con la vedova Acherontia Atropos e, per sfuggire a Beleth, va a vivere con lei in una baita lontana dai centri abitati. Il giorno stesso del matrimonio e del trasferimento nella discreta abitazione, uccide la donna (il motivo del matrimonio era prettamente economico, da tutte e due le parti), prima che lei ci riesca avvelenandolo. Quando va a seppellire il corpo della vecchia, fa la sua apparizione Beleth, che, nonostante i portali demoniaci fossero chiusi, è riuscito a raggiungere il regno grazie ad un vimana. 
Per niente infuriato per il mancato sacrificio del Principe Pyrgus, Beleth dà una nuova missione a Sulfureo: creare un portale fra Infera e il Mondo Analogo con l'ausilio del Grimoire di Papa Onorio Magno.
Intanto, con un editto del Monarca Danaus, Rodilegno fa diventare Colias Principe Ereditario, e ordina a quest'ultimo di far giustiziare Pyrgus, Aurora e il Viceré Fogarty. Ma Colias decide di mandarli in esilio nella terra di Halek. Infuriato per questo, lo zio Lord Rodilegno decide di mandare dei suoi uomini per attaccare il vailà che trasporta gli esiliati. 
Il vailà viene attaccato sì, ma non solo dalle truppe di Rodilegno; gli elfi della foresta si mettono in mezzo alla mischia per salvare Pyrgus e gli altri, il tutto grazie all'aiuto di Madama Circe, amica degli elfi della foresta. Questi ultimi sono infuriati a causa di una tenuta costruita nella foresta da parte di Rodilegno, ma soprattutto perché essa contiene dei pozzinferi, una forma d'intrattenimento che implicava la presenza di demoni nella foresta. In seguito fanno un patto con il quale Aurora e Pyrgus assieme ad un piccolo commando devono distruggere la tenuta di Rodilegno, ed in cambio ricevono l'aiuto per sottrarre il padre dalle grinfie dello zio.
Andando a palazzo per cercare il padre, non lo trovano, ma s'imbattono in Henry, che intanto era evaso dalla prigione fuggendo per le fognature con l'aiuto del canvero Scassatimpani.
Tutti insieme tornano indietro, passando per la foresta, arrivando fino alla tenuta di Rodilegno. Grazie all'aiuto del mago Ziczac, che è in grado di far passare le persone attraverso gli oggetti, si addentrano nel sotto suolo, dove scoprono che vi è stato costruito un labirinto di ossidiana (uno svago usato dai nobili, dove veniva messa una povera vittima che per uscirne doveva superare tutte le trappole in esso contenute, ora illegale). Percorrendolo muore quasi tutto il commando degli elfi della foresta, tranne Nymph, figlia della regina Cleopatra e abile condottiera. Riuscendo ad uscire dal labirinto, ritrovano Scassatimpani in un centro di controllo del labirinto. 
Dopo di che trovano Bombix e il Monarca su dei lettini in una pseudo sala operatoria. Rodilegno aveva in mente di trapiantare il wyrm di Bombix nel Monarca, per poterlo gestire meglio. Rodilegno, presente nella sala operatoria assieme all'anestesista e al chirurgo, riesce a fuggire. Pyrgus decapita il padre che finalmente libera la sua anima. Uscendo dalla villa però, si trovano in mezzo ad uno scontro: i demoni hanno aperto un portale e stanno attaccando la servitù di Rodilegno, intanto gli elfi della foresta, mossi da un sospetto del signor Fogarty, hanno attaccato anch'essi la tenuta e i demoni. In breve tempo distruggono il portale con il quale erano giunti i demoni e polverizzano il palazzo di Rodilegno.
Infine l'incoronazione avviene, non senza intoppi: Rodilegno ha un editto reale del Monarca che vincola il principe Pyrgus a cedere il trono a Colias. Ma grazie ad un sotterfugio ideato da Henry, appena incoronato, Pyrgus abdica in favore della sorella Aurora.

## Edizioni
- James Herbert Brennan, La guerra degli elfi: Il Nuovo Re, traduzione di Angela Ragusa, Arnoldo Mondadori Editore, 2005,  p. 390, ISBN 88-04-54685-9.